# Misery, Schweiz
Misery är en ort i kommunen Misery-Courtion i kantonen Fribourg, Schweiz. Misery var tidigare en egen kommun, men den 1 januari 1997 bildades den nya kommunen Misery-Courtion genom en sammanslagning av kommunerna Misery, Courtion, Cormérod och Cournillens.
Den här artikeln är helt eller delvis baserad på material från tyskspråkiga Wikipedia, Misery, tidigare version.